# Nagy Szabó Ferenc
Nagy Szabó Ferenc (Marosvásárhely, 1581. szeptember 13. – Marosvásárhely, 1659. január 16.) erdélyi emlékíró.

## Élete
Szülei Nagy Szabó János (utóbb városbíró) és Borsos Anna (Borsos Sebestyén krónikaíró leánya) voltak. Inaséveit szülővárosában töltötte, szabólegényként egy ideig Kolozsváron dolgozott. 1604-ben lépett be a vásárhelyi szabó céhbe; ugyanebben az évben vette feleségül a kolozsvári Rózsás Erzsébetet.
Az 1601-1602. háborúk során és a zavaros közállapotok miatt sok viszontagságon ment keresztül, többször volt életveszélyben. 1611-ben a marosvásárhelyi lovasság vicehadnagyaként vett részt a barcasági hadjáratban. 1614-ben nagybátyja, Borsos Tamás hívására az erdélyi követekkel Konstantinápolyba ment, ahol többek között bejárta és leírta a keresztény templomokat. 1627-ben céhmesterré választották; ezt a tisztséget több éven át töltötte be. 1639-től I. Rákóczi György fejedelem görgényi udvarbíróvá nevezte ki. 1640-ben építtette Görgény várát. 1642-ben megszabadult kelletlenül vállalt tisztségétől.
Krónikáját 1653. február 20-án kezdte el írni régebbi feljegyzések alapján. Az utolsó bejegyzése 1658. augusztus 29-én történt, amikor a török-tatárok betörésről adott hírt. Emiatt azt feltételezték, hogy az 1658. évi pusztítások során pusztult el, és több forrásban ez szerepel halálának időpontjaként, annak ellenére, hogy Kelemen Lajos a szabó céh dokumentumai alapján már 1901-ben közölte a pontos dátumot.
Krónikája az 1580–1658 közötti időszakot öleli fel; a korabeli eseményeket szemtanúként erőteljes stílusban írta le. Nyomtatásban 1855-ben jelent meg az Erdélyi Történelmi Adatok I. kötetében Mikó Imre kiadásában. 

## Művei
- Tűzpróba 1603–1613. Nagy Szabó Ferenc írásaiból; bev. Bíró Vencel; Franklin, Bp., 1941 (Erdély öröksége)